# Джаниашвили, Бадри
Бадри Джаниашвили (род. 23 января 1972) — грузинский самбист, серебряный (1996) и бронзовый (2003) призёр чемпионатов Европы, чемпион (1997), серебряный (1996) и бронзовый (1993, 2002) призёр чемпионатов мира. Выступал в легчайшей (до 57 кг), лёгкой (до 62 кг) и первой полусредней (до 68 кг) весовых категориях. В 1997 году стал кавалером Ордена Почёта. На следующий год окончил Академию МВД. В 2004 году стал главным тренером юношеской сборной Грузии по самбо.